# Кутна-Гора (район)
Район Кутна-Гора (чеш. Okres Kutná Hora) — один из 12 районов Среднечешского края Чешской Республики. Административный центр — город Кутна-Гора. Площадь района — 916,93 кв. км., население составляет 75 076 человек. В районе насчитывается 88 муниципалитетов, из которых 4 — города.

## География
Район расположен в юго-восточной части края. Граничит с районами Бенешов и Колин Среднечешского края; Пардубице и Хрудим Пардубицкого края; Гавличкув-Брод края Высочины.

## Города и население
Данные на 2009 год:
| Город             | Население |
| ----------------- | --------- |
| Кутна-Гора        | 21 597    |
| Часлав            | 10 083    |
| Зруч-над-Сазавоу  | 4 998     |
| Углиржске-Яновице | 3 073     |
| Врды              | 2845      |

| Всего          | Женщин           | Мужчин           |
| -------------- | ---------------- | ---------------- |
| 75 076 (100 %) | 37 936 (50,53 %) | 37 140 (49,47 %) |

Средняя плотность — 82 чел./км²; 52,95 % населения живёт в городах.